# Municipio de York (condado de Hand)
El municipio de York (en inglés: York Township) es un municipio ubicado en el condado de Hand en el estado estadounidense de Dakota del Sur. En el año 2010 tenía una población de 20 habitantes y una densidad poblacional de 0,21 personas por km².

## Geografía
El municipio de York se encuentra ubicado en las coordenadas 44°35′28″N 98°53′15″O / 44.59111, -98.88750. Según la Oficina del Censo de los Estados Unidos, el municipio tiene una superficie total de 93.77 km², de la cual 93,77 km² corresponden a tierra firme y (0 %) 0 km² es agua.

## Demografía
Según el censo de 2010, había 20 personas residiendo en el municipio de York. La densidad de población era de 0,21 hab./km². De los 20 habitantes, el municipio de York estaba compuesto por el 100 % blancos. Del total de la población el 0 % eran hispanos o latinos de cualquier raza.